# Guabito
Guabito ist eine Stadt und ein Corregimiento des Bezirks Changuinola in der Provinz Bocas del Toro in Panama. Bei der Volkszählung im Jahr 2023 hatte es 6573 Einwohner. Das Corregimiento erstreckt sich über eine Fläche von 90,9 km².
Die kleine Stadt liegt direkt gegenüber von Sixaola, Costa Rica, auf der anderen Seite des Río Sixaola. Ein erhöhter ehemaliger Bahndamm und eine Brücke verbinden Guabito mit Sixaola. Dieser Grenzübergang ist bei Touristen beliebt, die zwischen Costa Rica und Bocas del Toro unterwegs sind, doch nur wenige Touristen halten sich in Guabito länger auf, als für die panamaische Zollabfertigung nötig ist.

## Bevölkerung
Die folgende Tabelle zeigt die Bevölkerung des Corregimientos Guabito, wie es in den Volkszählungen 2000, 2010 und 2023 erfasst wurde.
| Jahr         | 2000  | 2010 | 2023 |
| ------------ | ----- | ---- | ---- |
| Einwohner    | 14366 | 8387 | 6573 |
| davon Männer | 7636  | 4369 | 3267 |
| davon Frauen | 6730  | 4018 | 3306 |

## Orte
Im Corregimiento Guabito befinden sich folgende Orte:
- Barriada 17 de Octubre
- Barriada El Cangrejo o El Cangrejal
- El Arenal
- Entrada de San San
- Finca 41
- Finca 42
- Finca 52
- Ganadera Bocas
- Guabito
- Guameru o Traicionero
- Isla Arenal
- La Mona
- La Victoria
- Matina
- Milla 21
- Nuevo Guabito
- Puente de San San
- Puente Negro
- Quebrada Conejo
- Rómulo
- San San
- Santa Marta de Yorkin
- Suampito